# Odonia
Odonia là một chi thực vật có hoa trong họ Đậu.